# تله بست
در دوران معاصر برای ساختن طبقات اضافی و بناهای دو یا سه طبقه آجری و در مواردی جهت استفاده یک طبقه اضافی بر اسکلت خشتی یا ترکیب خشت و آجر از اسکلت‌بندی‌های چوبی استفاده شده و این شیوه امروزه نیزدر بسیاری از مناطق کاربرد دارد.
اسکلت چوبی که در بسیاری از نقاط ایران به نام تله بست معروف است از ریشه لغوی تله موش‌گیری که فنر در حرکت سریع جانور را سخت درگیر و گرفتار می‌سازد، گرفته شده‌است. مسلماً باز کردن فنر و رهاسازی آن، کاری دشوار است به همین سبب برای مقاوم شدن اتصالات ساده از چند قطعه سیم نازک و فنر استفاده می‌کنند، از این رو معماران و سازندگان نام تله بست را برای این شیوه برگزیدند.

## اجرای تله بست
در گوشه‌های دیوار و در قسمت‌های میانی طبقه زیرین، چوب مشته کار گذارده شده و کشهای زیر سری به چوب مشته میخ می‌گردند.
تله بست دارای شمع ((ستون))است که شمع‌ها در محل‌های مشخص بر روی کش قرار می‌گیرد. در حالت شاقولی از دو طرف وسیله میخ بلند ۲۰ تا ۲۵ سانتی‌متری بکش (پل) میخ می‌گردد. برای اتصال بهتر عضو مایل (چپی) تحت زاویه ۴۵ درجه که دو سر آن فارسی شده، در شمع و کش نشست کرده و میخ می‌گردد. در مواردی ممکن است ستون تقریباً کوم برداشته شود و چپی در کوم نشست کرده و میخ گردد.
چنانچه شمع در میان کش واقع گردد، می‌توان چپی را از دو جهت به کش و شمع متصل کرد، که حرکت پذیری آن از دو طرف مهار می‌شود. در مواردی ممکن است دیوار متقاطعی در محل شمع و کش نیز باشد که در این حالت می‌توان از سه جهت شمع را با چپی متصل کرد.

## اجرای کلاف‌بندی اصولی و ضد زلزله در تله بست
اجرای کلاف کشی افقی که اصطلاحاً کش گفته می‌شود. درگیری و کلاف بندی کامل تیرهای افقی با تیرهای عمودی شده، محل نشست و اتصال دو جز ذکر شده به وسیله برداشتن اصطلاحاً نیم آنیم از تیر افقی در تیرهای عمودی می‌شود.
توجه: چنانچه محل نشست تیرهای افقی در تیرهای عمودی یا نشست تیر عمودی در تیر افقی اصطلاحاً (کوم) خزانه برداشته و تیر دوم افقی یا عمودی در کوم به شکل راسته در خزانه نشست بکند و سپس بر اتصالات تسمه کشی یا میخ کردن انجام شود، لاغر شدن حالت نیم آنیم از میان می‌رود.
به‌طور کلی اجرای کش کشیدن چوبی در شروع کار و سپس استقرار تیرهای عمودی در خزانه تیر افقی و استفاده از تیرهای افقی در ناحیه زیر پنجره و همچنین در سطح تیر نعل در گاه پنجره یا در ورودی به شکل پشت تا پشت طول و عرض فضا سبب کلاف بندی بسیار اصولی و در واقع اجرای کامل ضد زلزله در اسکلت تله بست ساختمان آجری یا خشتی و حتی ساختمان‌های چوبی سنتی می‌شود.

## شمع بندی تله بست
به‌طور کلی شمع‌های تله بست دو عمل را انجام می‌دهند.
الف:باربری نیروهای فشاری از وزن سقف و همچنین بارهاب پیش‌بینی نشده آن با توجه به این که مقدار اصلی نیرهای مذکور را اسکلت آجری یا خشتی در قسمت زیرین تحمل می‌کند.
ب:تعادل کلاف‌بندی اصلی تله بستبه وسیله شمع‌ها می‌باشد. در واقع شمع‌ها حالت شناژ عمودی را داشته که از ناحیه پایین بکش زیرین وصل شده و از ناحیه بالا بکش بالایی که در مجموعه کش بالایی کار شناژ فوقانی را انجام می‌دهد متصل می‌گردد.
با توجه به عضوهای دیگر تله بست حالت ضد زلزله را در طبقه بالایی بناهای آجری یا خشتی ایفا می‌کند. معمولاً پس از استقرار شمع‌ها بر روی کش‌های زیرین کش‌های بالایی نیز بر روی شمع‌ها نشست کرده و از ناحیه سر، میخ بلند باعث اتصال از کش به سر شمع می‌گردد. سپس با میخ اسکوپ دو عضو مذکور نیز از دو جهت اتصالات کافی را انجام می‌دهد. ضمناً بین شمع و کش از دو جهت دستک کوبیده می‌شود و بدین ترتیب اتصالات کاملی به وجود می‌آید. علاوه بر شمع‌ها در تقاطع دیوار شمع‌های میانی در فاصله‌های معینی به‌خصوص در نبش دربندها نیز بین کش زیرین و بالایی نصب می‌گردد.

## وابند تقسیم‌کننده
پوشش و ضخامت دیوار در تله بست‌ها متغیر بوده. از یک‌نیمه به صورت پاتوپا تا ۵/۱ آجر چیده می‌شود که در ضخامت ۵/۱ آجر اسکلت تله بست چوبی در دل، سفت کاری واقع می‌گردد. به‌طوری‌که در دیوارهای یک خشته و به‌خصوص یک‌نیمه ایستایی دیوار آن هم با ملات خاکی غیرممکن می‌باشد. از اینرو وسیله وابند های تخت، تقسیم‌کننده ارتفاع بین دو شمع به سه سمت تقسیم می‌شود رج در زیر وابند با ملات گچ قفل می‌گردد.

## وادار عمودی
چنانچه فاصله دو ستون باربر زیاد باشد از ستون فرعی به نام وادار جهت نگهداری دیوار یک‌نیمه یا جهت اتکا و اتصال چهار چوب و تقسیم‌کننده استفاده می‌شود. وابند افقی و تخت در بین شمع و ستون مذکور نیز به کار می‌رود تا کلاف بندی را تقویت می‌کند.

## چپ و راست بندی در تله بست
عدم چپ و راست‌ها در تله بست، در اثر کمترین حرکت، اسکلت چوبی را از محور‌های عمودی خود خارج کرده و اسکلت مکعب را در شکل پلان متوازی الاضلاعدرآورده و باعث تخریب می‌گردد. دقیقاً چپ و راست‌ها می‌باشند که جوانب اسکلت چوبی مخصوص قسمت‌های میانی را نیز کاملاً درگیر ساخته و تله بست را در مقابل حرکات زمینی حتی زلزله‌های معمولی مقاوم می‌سازد.
به‌طور کلی می‌توان گفت چپ و راست‌ها همان بادبند‌هایی می‌باشد که قاب‌های اسکلت فلزی به صورت ضربدر یا ذوزنقه ای درگیر یکدیگر شده و گره‌های اسکلت فلزی طویل را در مقابل زلزله مقاوم می‌دارد.

## تیرریزی بر پل‌های تله بست
جهت تیر ریزی از تیرهای مقاوم و یکدست و یکنواخت که تقریباً سر و ته آن‌ها در یک قطر باشند جهت پوشش سقف استفاده می‌گردد. فاصله تیرهای باربراز یکدیگر تقریباً ۵۰ سانتیمتر بوده که در ناحیه بالا و محل نشست پروازها ابتدا کف برداشته شده و اولین تیر از گوشه دیوار که تکیه گاه کناری می‌باشد بر روی دودکش جلو و عقب مستقر می‌گردد و میخ می‌شود. تیرهای بعدی به ترتیب سرو ته با رعایت اکس تا اکس و فاصله مشخص برکشها میخ شده و آماده مراحل بعدی می‌شود.
معمولاً پس از دیوار چینی در کلاف بندی تله بست و تخت شدن دیوارها با رعایت دست انداز انتهایی جهت پوشش کشهای بالایی مراحل پرواز ریزی یا ثقت گذاری و اجرای غوره گل‌ریزی تا انجام کاه گل کشی دنبال می‌گردد.